# Могила Пресвятой Блаженной старицы Анастасии

Верующие посещают могилу старицы Анастасии во время Вербного воскресения. Фото до сооружения в 1997 году современной часовни. Точная дата фото не известна.

Могила блаженной старицы Анастасии — памятник истории во Владикавказе, Северная Осетия. Выявленный объект культурного наследия России и культурного наследия Северной Осетии. Памятник, связанный с жизнью чтимой православной старицы и подвижницы, монахини Анастасии Владикавказской (в миру — Анастасия Христофоровна Андреева).
Памятник, состоящий из могилы и часовни, расположен в ограде Ильинской церкви на улице Дзержинского, д. 70, на территории бывшего Мещанского кладбища примерно в 25 метров южнее от храма святого Ильи.
Анастасия Андреева родилась в семье сербского купца Христофора Андреева, приехавшего во Владикавказ из Косовского вилайета Османской империи в 1875 году. Овдовев во второй раз, поступила в Покровский женский монастырь во Владикавказе. В последующем по благословению епископа Владимира (Сеньковского) покинула монастырь и монашествовала в миру. Проживала на Курской слободе на современной Суворовской улице, д. 25. Умерла 24 декабря 1932 года и была похоронена на Мещанском кладбище.
В 1997 году на месте её могилы была возведена каменная часовня из красного кирпича (архитектор Ю. А. Наниев). Часовня с двумя входами на северном и западном фасадах представляет собой небольшое квадратное в плане зальное помещение, над которым возвышается луковичная глава на цилиндрическом основании. В центре восточного и западного фасадов находятся небольшие круглые окна. В центре зала расположено надгробие из чёрного гранита с распятием на пьедестале в виде могильной плиты. В юго-восточном углу часовни — оригинальный каменный крест, который был установлен на могиле после её захоронения.
На правой стороне фасада у главного входа установлена мемориальная доска. 